# Nagy foltosbagoly
A nagy foltosbagoly (Minucia lunaris)  a rovarok (Insecta) osztályának a lepkék (Lepidoptera) rendjéhez, ezen belül a bagolylepkefélék (Noctuidae) családjához tartozó faj.

## Elterjedése
Dél-és Közép-Európában, legészakibb Svédország déli részén. A faj őshonos Észak-Afrikában és Kis-Ázsiában és Cipruson.
Napos, száraz helyeken, tisztásokon, erdő szélén, könnyű lombhullató erdőkben (főként tölgyesekben).

## Megjelenése
- lepke: szárnyfesztávolsága: 52–60 mm, a nőstények nagyobbak, mint a hímek. Az első szárny színe  a szürkétől és a világos barnától a sötét barnáig változhat.
- hernyó: 60–70 mm hosszú, első része zöld-fehér pöttyös, piros csíkokkal.
- báb: sötét vöröses barna vagy feketés barna

## Életmódja
- nemzedék:  egy nemzedéke van évente, májusban kezdődik (Dél-Európában már márciusban)  és június végén ér véget.
- hernyók tápnövényei: tölgy (Quercus)

## Fordítás
- Ez a szócikk részben vagy egészben  a   Braunes Ordensband című német Wikipédia-szócikk fordításán alapul.  Az eredeti cikk szerkesztőit annak laptörténete sorolja fel. Ez a jelzés csupán a megfogalmazás eredetét és a szerzői jogokat jelzi, nem szolgál a cikkben szereplő információk forrásmegjelöléseként.